# جواز سفر زامبيا
يصدر جواز السفر الزامبي لمواطني زامبيا للسفر الدولي. اعتبارًا من 2 يوليو 2019 كان بإمكان مواطنو زامبيا دخول 69 دولة وإقليم بدون تأشيرة أو تأشيرة عند الوصول، مما جعل جواز السفر الزامبي يحتل المرتبة 75 من حيث حرية السفر وفقًا مؤشر هينلي لجوازات السفر.

## اللغات
صفحة المعلومات والبيانات مطبوعة باللغة الإنجليزية.